# Emilio Custodio Gimena
Emilio Custodio Gimena (Barcelona, 19 de novembre de 1939 - ?, 15 d’agost de 2023) va ser un enginyer industrial català.

## Biografia
El 1964 es llicencià a l'Escola Tècnica Superior d'Enginyeria Industrial de Barcelona, on es doctorà el 1971. Des de 1964 va ser professor d'hidrologia subterrània de la Universitat Politècnica de Catalunya, de la qual va ser catedràtic de 1986 a 2005, i des de 1965, era especialista en Hidrologia Subterrània del Ministeri d'Obres Públiques d'Espanya, qui de 1997 a 2004 el nomenà director general de l'Institut Tecnològic Geominaire d'Espanya. Alhora, va rebre formació complementària a la Junta d'Energia Nuclear i a l'Institut Français du Pétrole.
Entre 1997 i 2004 va ser director general de l'Institut Geològic i Miner d'Espanya i docent del Curs Internacional i del Mestratge d'Hidrologia Subterrània. Va ser membre de la Reial Acadèmia de Ciències Exactes, Físiques i Naturals i president de la Fundació Centre Internacional d'Hidrologia Subterrània.
Entre altres distincions, el 1995 va rebre la Medalla Narcís Monturiol al mèrit científic de la Generalitat de Catalunya, així com el premi del president de l'Associació Internacional d'Hidrogeòlegs i del Capítol Espanyol i era Doctor Honoris causa per la Universitat Nacional de Tucumán i per la Universitat Nacional del Litoral de Santa Fe (Argentina) el 2005. També va participar en el Programa de Geociències de la UNESCO "Hidrogeologia, Hidroquímica i Gestió d'Aqüífers Costaners a Amèrica i la península Ibèrica".

## Obres
- Hidrología subterránea (tom 1 i 2), 1999